# Llatzeret

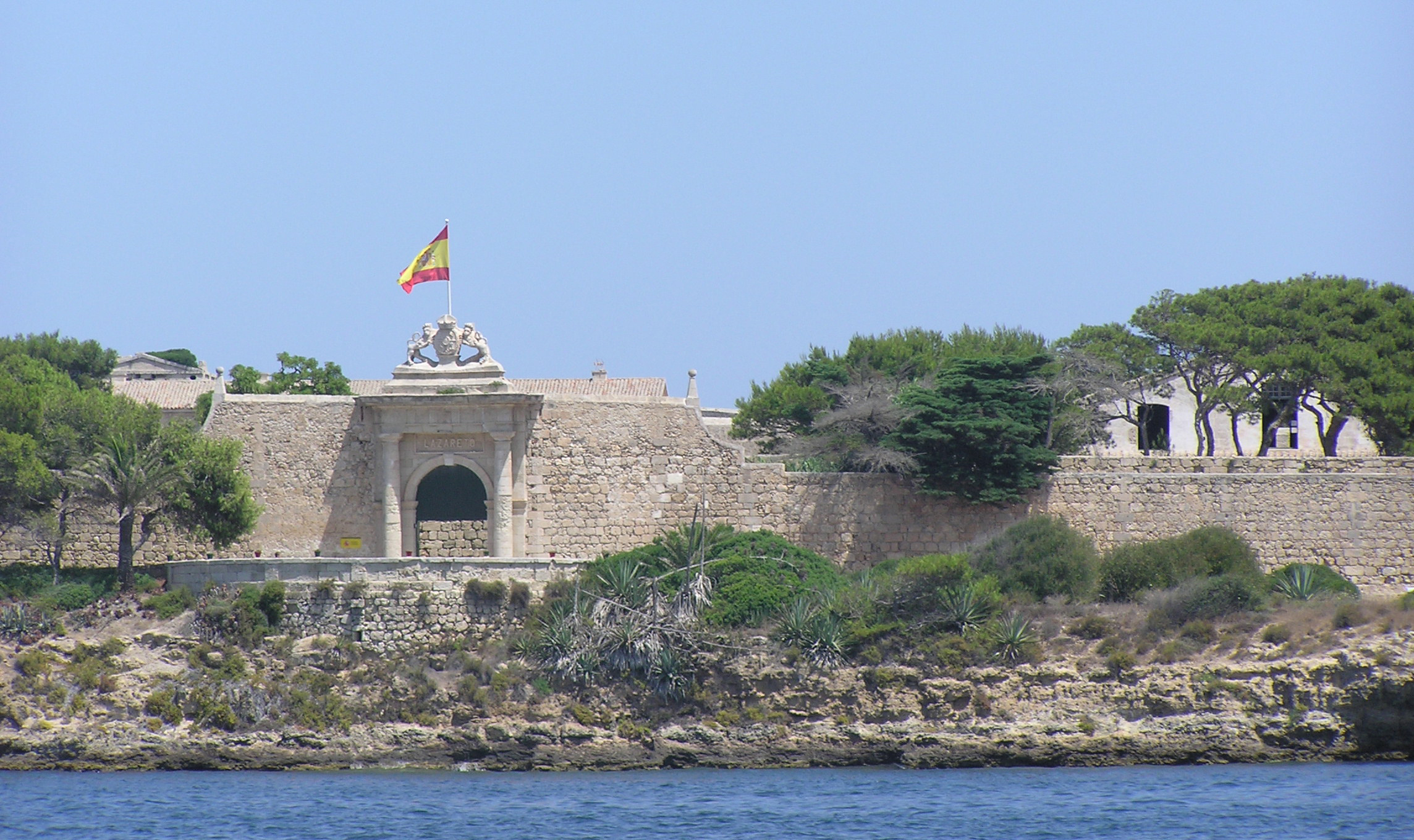
Entrada principal de l'illa de les Llatzerets al port de Maó.

Un llatzeret és un establiment on es tracten malalties infeccioses o es controlen persones o mercaderies provinents d'un país amb epidèmia. Històricament s'han utilitzat per a malalties contagioses, com la lepra o la tuberculosi. Algunes d'aquestes instal·lacions eren més aviat de reclusió, sense cap mena de cures mèdiques ni salubritat.
El temps d'una observació a un llatzeret s'anomena quarantena.
Històricament hi havia, als Països Catalans, llatzerets al port o a l'entrada de les ciutats. Llatzerets importants es van establir a València i a Barcelona; aquest últim fou enderrocat el 1813. Al port de Maó es va establir un a l'illa de Llatzeret.